# Claremont (Minnesota)
Claremont – miasto w Stanach Zjednoczonych, w stanie Minnesota, w hrabstwie Dodge.